# Théologie morale (Alphonse de Liguori)
La théologie morale (également connue sous le nom de Theologia Moralis) est un ouvrage en neuf volumes sur la théologie morale catholique, écrit entre 1748 et 1785 par saint Alphonse de Liguori, théologien catholique et docteur de l'Église.
Cet ouvrage ne doit pas être confondu avec Theologia moralis universa ad mentem S. Alphonsi, un traité du XIXe siècle de Pietro Scavini, écrit en référence à l'ouvrage d'Alphonse de Liguori.

## Description
Lors du vivant d'Alphonse de Liguori, neuf éditions de la Théologie morale ont été publiées.
La première le fut en 1748 et se constituait d'annotations sur un traité appelé Medulla Theologiae Moralis d'Hermann Busenbaum, un théologien jésuite du XVIIe siècle.
Après la huitième édition de 1779, Alphonse de Liguori considéra son œuvre comme terminée, et en 1785, la neuvième édition finalisa le contenu du livre. C'est cet ouvrage qui fit de lui un docteur de l'Église.
Depuis sa mort, de nombreuses autres éditions ont été publiées, notamment une édition anglaise partiellement achevée de Mediatrix Press, dont le premier volume est sorti en 2017.
Le contenu de chaque volume de Théologie morale est énuméré ci-dessous :
- Tome 1 : Préface au discours (dissertatio prolegomena), sur la conscience, sur les lois, sur les vertus théologales, et sur le premier commandement.
- Tome 2 : Sur les commandements II, III, IV, V, VI, IX et VII, sur la justice et les lois, et sur la rédemption.
- Tome 3 : Sur les contrats, sur les commandements VIII, IX (encore) et X, sur les préceptes de l'église, et sur les préceptes de l'individu.
- Tome 4 : Sur les heures canoniques, sur les actions humaines, sur les péchés, sur les sacrements en général, et sur le Baptême et la Confirmation
- Tome 5 : Sur l'Eucharistie, sur le sacrifice de la messe et sur la Pénitence
- Tome 6 : De la pénitence (suite), de l'extrême-onction, de l'ordre sacré et du mariage
- Tome 7 : Du mariage (suite), et des jugements et irrégularités
- Tome 8 : Sur la pratique des confessions, examen des ordinands, résumé des doctrines morales et canons des œuvres de Benoît XIV
- Tome 9 : Arrêtés épiscopaux, annexes, index général.

Les éditions publiées au milieu du XIXe siècle et au-delà peuvent également contenir des documents préliminaires relatifs à la vie de Liguori, à son processus de béatification et de canonisation, ainsi qu'à sa désignation en tant que Docteur de l'Église.

## Positions sur l'avortement
L'une des sources principales pour comprendre la perspective de saint Alphonse de Liguori sur l'avortement se trouve dans son ouvrage Theologia Moralis (Théologie morale), où il explore en détail les questions morales, y compris celle de l'avortement.
Il y développe sa position sur l'avortement dit « thérapeutique », soutenant que dans des situations exceptionnelles où la vie de la mère est en grave danger, il peut être moralement justifiable de recourir à l'avortement pour sauver la vie de la mère. Dans ce cas, l'avortement n'est pas un péché mortel.

Bien que l'on puisse parfois avancer qu'Alphonse de Liguori ait argumenté en faveur de certaines circonstances où l'avortement, bien que généralement condamnable sur le plan moral, pourrait être acceptable en cas de danger imminent pour la vie de la mère, il est essentiel de saisir la subtilité de ses positions sur cette question. Alphonse de Liguori a catégoriquement affirmé qu'il n'était jamais moralement acceptable de recourir à un remède dont l'objectif principal était de mettre fin à la vie du fœtus. Cependant, il a également reconnu que, dans le cas d'une mère gravement malade, il était au moins conforme à l'opinion théologique générale de lui administrer un remède visant à sauver sa vie, même si cela avait pour conséquence indirecte l'expulsion du fœtus.
Question 4. Est-il permis de donner à une mère atteinte d'une maladie extrême un médicament pour expulser un fœtus ? Réponse. Premièrement, il est certain qu'il n'est pas permis à une mère qui n'est pas en danger de mort de prendre un médicament pour expulser un fœtus, même inanimé, car empêcher directement la vie d'un être humain est un péché grave, et un péché encore plus grave si le fœtus est animé. Il est certain, d'autre part, qu'il n'est pas permis à une mère, même en danger de mort, de prendre un médicament pour expulser directement un fœtus ensouillé, puisque cela reviendrait à procurer directement la mort de l'enfant. La question est plutôt de savoir s'il est permis à une mère de prendre un médicament absolument nécessaire pour sauver sa vie lorsque cela implique un danger d'expulsion du fœtus. La réponse est que, si le fœtus est inanimé, la mère peut certainement assurer sa vie, même si, involontairement de sa part, il en résulte une expulsion du fœtus, expulsion dont la mère n'est pas responsable, puisqu'elle ne fait qu'user de son droit naturel de préserver sa vie. Si le fœtus est animé, il est généralement admis qu'une mère peut prendre un médicament dont le but direct est de sauver sa vie lorsque rien d'autre ne peut la sauver ; mais il en va différemment dans le cas des médicaments qui, par eux-mêmes, visent à tuer un fœtus, qu'il n'est jamais permis de prendre.
Dans ses écrits, Alphonse de Liguori a également abordé la question de la différenciation entre les fœtus animés et inanimés, une distinction qui était alors débattue. Il a expliqué qu'il n'existait pas de consensus sur le moment précis où l'âme était infusée dans le fœtus, certaines personnes soutenant que cela se produisait au moment de la conception. Il a souligné que l'Église avait suivi l'opinion des 40 jours lorsqu'elle appliquait les sanctions d'irrégularité et d'excommunication, réservant ces peines à ceux qui, en connaissance de cause, provoquaient l'avortement d'un fœtus animé.

## Voir également
Théologie morale catholique